# Estação Viña del Mar
A Estação Viña del Mar é uma das estações do Metrô de Valparaíso, situada em Viña del Mar, entre a Estação Miramar e a Estação Hospital. É administrada pelo Metro Regional de Valparaíso S.A..
Foi inaugurada em 23 de novembro de 2005. Localiza-se no cruzamento da Rua Álvarez com a Rua Eduardo Grove. Atende o setor Centro.